# Barber Institute of Fine Arts

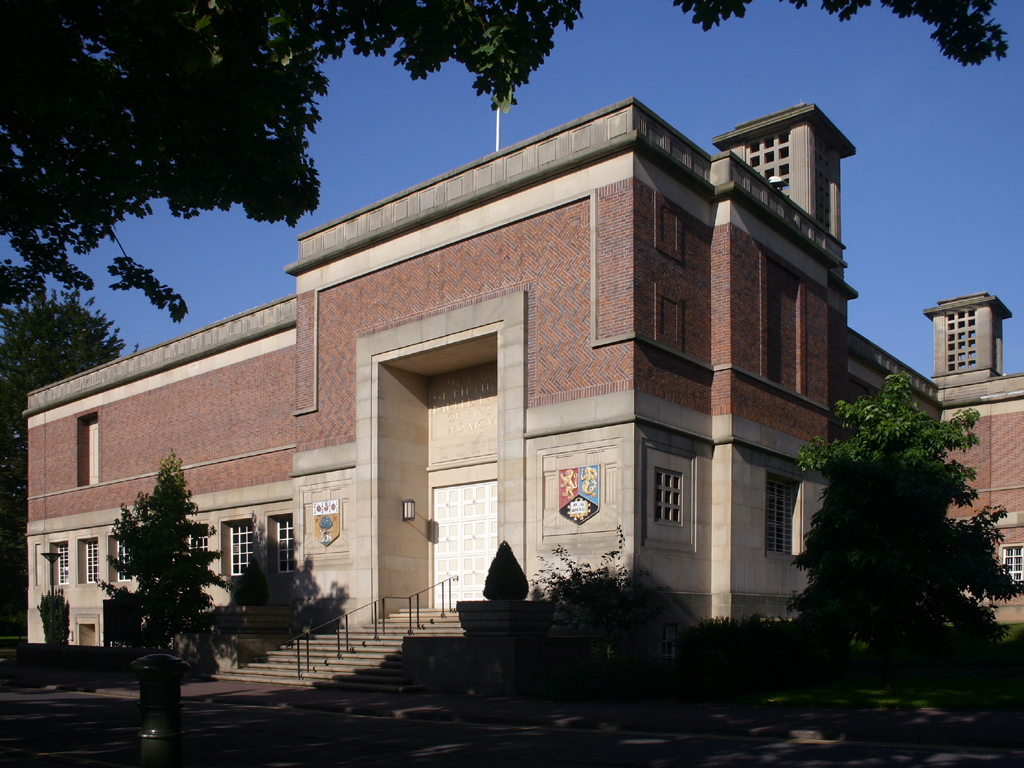
Vista del museu

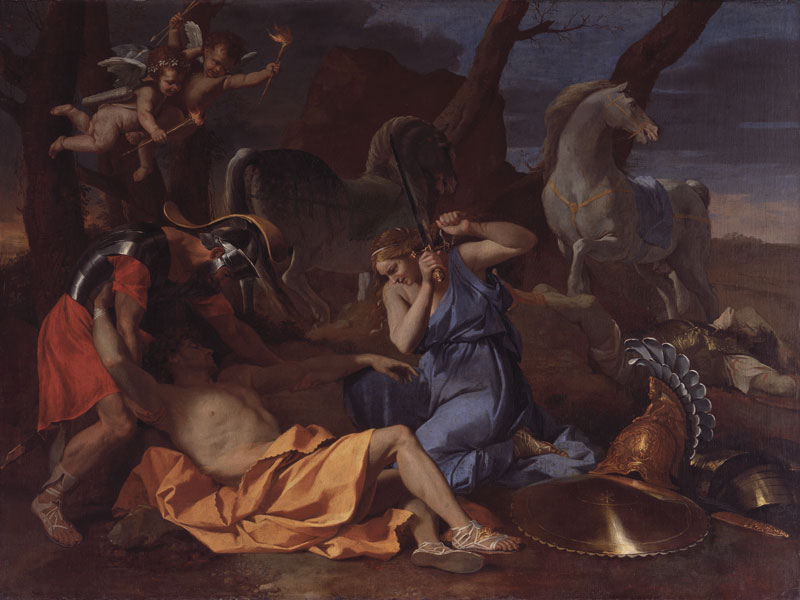
Tancrède i Herminie de Poll

El Barber Institute of Fine Arts és un museu d'art amb una sala de concerts situada a Birmingham, Anglaterra. Va ser fundada el 1932 i inaugurada per la reina Maria el 1939. Es troba dins el campus de la Universitat de Birmingham. El museu va ser fundat per Lady Barber en record del seu marit Sir Henry William Barber (1860-1927), un ric empresari ennoblit i patró filantròpic de Birmingham.
El 2005, l'editorial Penguin Books va publicar una obra titulada Britain’s Best Museums and Galleries, que va situar el Barber Institute als cinc primers museus fora de Londres, les col·leccions de les quals eren d’una importància significativa i internacional (els altres eren la National Gallery of Scotland, l'Ashmolean Museum (Oxford), el Museu Fitzwilliam (Cambridge) i la Walker Art Gallery (Liverpool).

## Col·leccions
El museu compta amb una col·lecció de pintures i escultures d'una notable importància com Tancrède i Herminie de Poussin, obres de Bellini, Véronèse, Rembrandt, Rubens, Murillo, Turner, Monet, Degas, Renoir, Rodin, van Gogh, Gauguin, Derain, Picasso, etc. També té una col·lecció de numismàtica antiga i romana d'Orient, consistent principalment en les col·leccions de Philip Whitting i Geoffrey Haines.